# ويليام براون (سياسي)
ويليام براون (بالإنجليزية: William Brown)‏ هو محامي وقاضي وسياسي أمريكي، ولد في 1 يونيو 1819 في المملكة المتحدة، وتوفي في 15 يناير 1891 في الولايات المتحدة. حزبياً، نشط في الحزب الجمهوري. وقد انتخب عضو مجلس نواب إلينوي.